# Jan Przybylski
Jan Przybylski (ur. 13 kwietnia 1931 w Dylągowej, zm. 8 marca 2010 w Gdyni) − oficer Polskiej Marynarki Wojennej, inżynier, szef Służby Techniki i Zaopatrzenia Dowództwa Marynarki Wojennej w latach 1986−1990.

## Życiorys
Jan Przybylski ukończył Liceum Ogólnokształcące w Brzozowie i w 1949 roku zdał egzaminy wstępne do Oficerskiej Szkoły Marynarki Wojennej w Gdyni. Początkowo studiował na Wydziale Pokładowym, wkrótce przeniósł się na Wydział Mechaniczny, ze specjalnością: okrętowe siłownie parowe. Promocję oficerską otrzymał w listopadzie 1953 roku. Od 22 grudnia tegoż roku wszedł w skład załogi niszczyciela „Błyskawica”, jako dowódca grupy maszyn, a od 1954 roku I mechanik. W sierpniu 1959 roku został starszym oficerem mechanikiem dywizjonu niszczycieli. W 1972 roku ukończył studia inżynierskie w Wyższej Szkole Marynarki Wojennej, uzyskując tytuł magistra inżyniera mechanika.
Jako inżynier obejmował kolejne funkcje w pionie technicznym Dowództwa Marynarki Wojennej. Od 1981 roku był zastępcą szefa Służb Techniki i Zaopatrzenia, zaś od 1986 roku szefem tych służb. Odpowiadał za dostawy jednostek pływających ze Związku Radzieckiego, a w późniejszym okresie za sprowadzenie z Niemiec trzech kadłubów ścigaczy projektu 151 (660), późniejszych „Orkana”, „Pioruna” i „Groma”. Pełnił stanowisko prezesa Towarzystwa Przyjaciół Okrętu-Muzeum „Błyskawica”. Współpracował także z jachtklubem „Kotwica”, któremu pomagał w pozyskaniu nowych jachtów i urządzeń. Został odznaczony Krzyżem Kawalerskim i Krzyżem Oficerskim (1983) Orderu Odrodzenia Polski, Złotym Krzyżem Zasługi oraz Krzyżem „Za Zasługi dla ZHP”. Zmarł 8 marca 2010 roku i został pochowany na cmentarzu Witomińskim (kwatera 11-22-19).

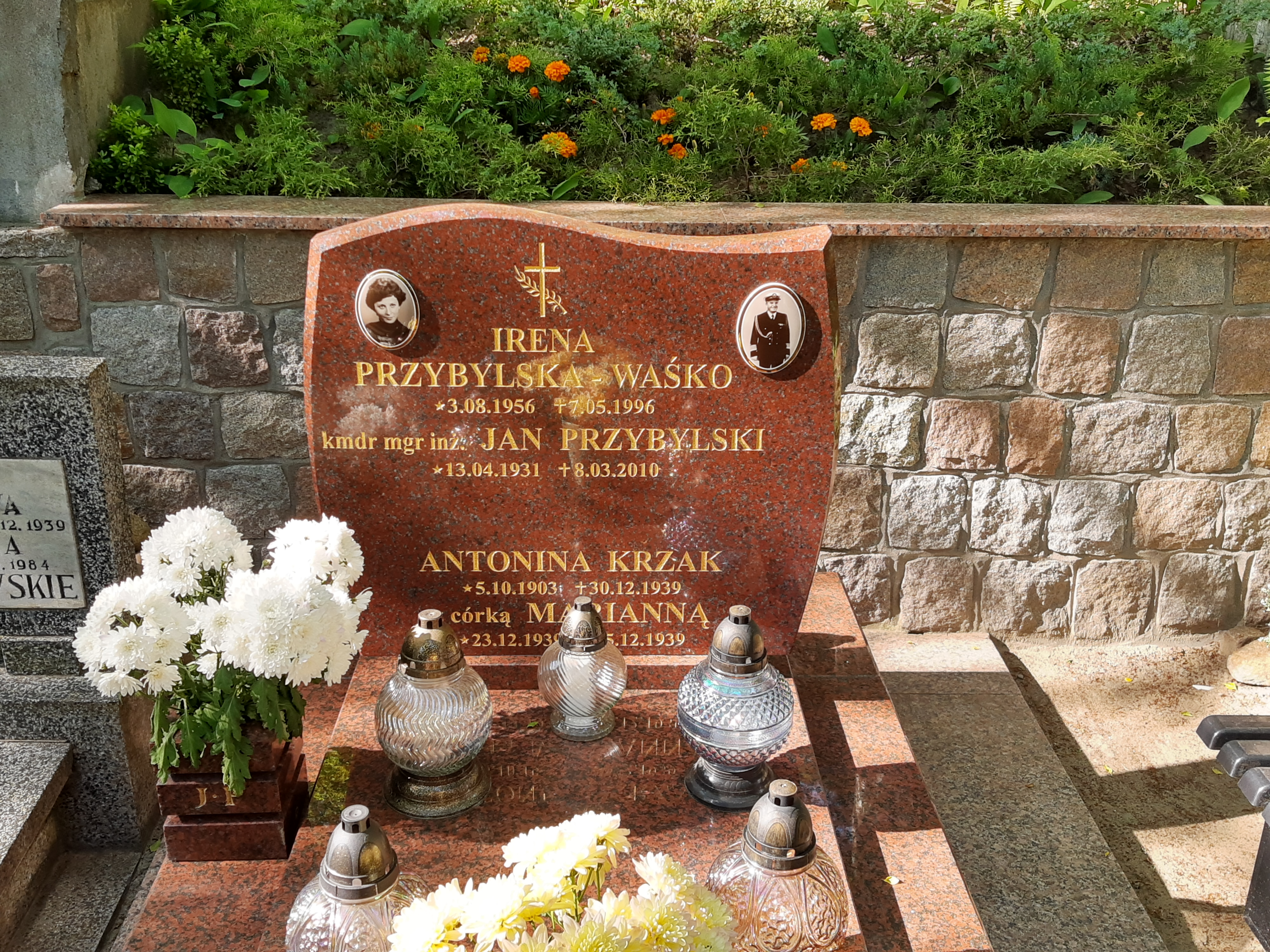
Grób Jana Przybylskiego na cmentarzu Witomińskim